# Simbácio I Bagratúnio
Simbácio I Bagratúnio (em grego: Συμβάτιος; romaniz.: Symbátios; em armênio: Սմբատ; romaniz.: Smbat) foi um nobre armênio (nacarar) e o primeiro bagrátida armênio conhecido.

## Nome
Simbácio (Symbatius) é a forma latina do armênio Sembate (Սմբատ, Smbat), que embora se saiba ter uma origem iraniana, não se conhece seu significado. Foi registrado em grego com Simbácio (Συμβάτιος, Symbátios), em persa novo como Sunfade (سانپاد, Sunfād) e Simbá / Simbade (سندباد, Sinbād). A tradição armênia preservada em Moisés de Corene atribuiu a origem do nome a Xambate (Շամբաթ, Šambatʻ), um suposto hebreu ativo nos tempos do mítico Valarsaces I.

## Vida
Moisés de Corene fez de Simbácio o descendente de uma grande e antiga família judia e o imperador Constantino VII (r. 913–959), no século X, afirmou que descendia dos reis bíblicos Davi e Salomão. Se sabe que era pai de Pancrácio I. A única menção a ele data de 314, quando tornou-se aspetes (mestre do cavalo) e tagadir (representante da coroa). Ele foi enviado pelo rei Tiridates III (r. 298–330) para buscar a futura rainha Asiquena, filha do rei dos alanos Axídares.